# Хиршборн (Палатинат)
Хиршборн (њем. Hirschhorn/Pfalz) град је у њемачкој савезној држави Рајна-Палатинат. Једно је од 50 општинских средишта округа Кајзерслаутерн. Према процјени из 2010. у граду је живјело 794 становника. Посједује регионалну шифру (AGS) 7335014.

## Географски и демографски подаци
Хиршборн се налази у савезној држави Рајна-Палатинат у округу Кајзерслаутерн. Град се налази на надморској висини од 213 метара. Површина општине износи 3,3 km². У самом граду је, према процјени из 2010. године, живјело 794 становника. Просјечна густина становништва износи 239 становника/km².